# ويندوز لايف سبيسس
ويندوز لايف سبيسس أو مساحات ويندوز لايف (بالإنجليزية: Windows Live Spaces)‏ كانت خدمة تدوين وشبكات اجتماعية من مايكروسوفت. وقد كان الموقع قد أطلق في أوائل 2004 باسم مساحات إم إس إن لينافس مواقع الشبكات الاجتماعية الأخرى، وأعيد إطلاقه في 2006 كجزء من عملية نقل الخدمات الاجتماعية من إم إس إن إلى ويندوز لايف.
ولكن بالرغم من كون الموقع أداة مفيدة للاتصال والمراسلة إلا أنه انتقد لضعف قوته بالمقارنة مع البدائل الأخرى
.
وقد تم إغلاق الموقع في 2010، وعقد شراكة بين مايكروسوفت وووردبريس ليقوم ووردبريس بتقديم خدمة التدوين لمستخدمي ويندوز لايف
.

## الإمكانيات الأساسية
- المدونات، بما فيها دعم تعليقات المستخدمين مع دعم آر إس إس
- الصور، بما فيها عم تجميع الصور في ألبومات مع دعم آر إس إس
- القوائم، ومنها قوائم الموسيقى وقوائم الأفلام وقوائم الكتب مع دعم آر إس إس
- الأصدقاء، ومنها الأوسمة والملاحظات على الأصدقاء مع دعم آر إس إس
- اللاحة، وفيها معلومات المستخدم الأساسية، معلوماته الشخصية (ليست ظاهرة في الوضع الافتراضي)، معلومات العمل والمعلومات الاجتماعية
- سجل الضيوف، لزائري المساحة حيث يمكنهم التعليك عليها

## وصلات خارجية
- الصفحة الرئيسية لويندوز لايف سبيسس